# Zacualpan (Estado de Mexico)
Zacualpan o Real de Minas de Zacualpan es una localidad y cabecera municipal de Zacualpan, su nombre proviene del nahuatl, significa Lugar sobre los cercos. Fue declarado por el gobierno del estado como Pueblo con Encanto.

## Toponimia
Citando a Cecilio Robelo (Nombres geográficos indígenas del Estado de Mexico : estudio crítico etimológico): "Tzacualpan se compone, en mexicano, de tzacualli, lo que tapa, oculta ó encierra algo; derivado de tzacua, "tapar o cerrar algo" (P. Molina,) y de pan, en; y literalmente significa: "En el encerradero o tapadero." Los nahoas construían montículos en forma de conos, de pirámides, de torres, etc., y los dejaban huecos para encerrar joyas, ídolos, objetos del culto y á veces cadáveres. A estos montículos huecos llamaban tzacualli. Algunos de estos tzacualli, eran construidos, desde su base, con piedra y argamasa y les daban generalmente la forma de pirámides con escalones, tlamamatlatl, en todas ó en algunas de sus caras; y en el jeroglífico de éstos ponían al lado de la pirámide un brazo, para significar la obra de mano que habían empleado, y para distinguirlos de los otros tzacualli, que formaban aprovechando un cerro ó montecillo natural. A los pueblos situados en torno de la pirámide, tzacualli, cuando éstos no tenían un nombre propio, como Teotihuacan, Cholula, Xochicalco, etc., les daban el nombre genérico de Tzacualpan, y por eso hay tantos pueblos en la República que llevan el nombre de Zacualpan."
Entonces Tzacualpan significa "lugar en / sobre el cual hay una pirámide".